# Waniowice
Waniowice (ukr. Ваньовичі) – wieś na Ukrainie w rejonie samborskim należącym do obwodu lwowskiego.
Znajduje tu się stacja kolejowa Waniowice, położona na linii Sambor – Czop.
W II Rzeczypospolitej wieś w powiecie samborskim w woj. lwowskim.
W 1944 nacjonaliści ukraińscy z OUN-UPA zamordowali tutaj 8 Polaków.
W czasie okupacji niemieckiej ukraińska mieszkanka wsi Olha Szechowicz przy pomocy swojego szwagra Mykoły Szechowicza (mieszkańca Sambora) ukrywała Żydówkę Żenię Kamerman, za co w 1997 roku Instytut Jad Waszem uhonorował oboje tytułami Sprawiedliwych wśród Narodów Świata.